# André Luiz Rodrigues Lopes
André Luiz Rodrigues Lopes (Rio de Janeiro, 15 februari 1985), ook wel kortweg Andrezinho genoemd, is een Braziliaans voetballer.

## Carrière
Andrezinho speelde tussen 2002 en 2012 voor verschillende clubs, in Brazilië, Japan, Uruguay, China en Australië. Hij tekende in 2012 bij AEP Paphos.